# Brooke Haven
Pour les articles homonymes, voir Haven et Brooke.
Brooke Haven née le 25 novembre 1979 à Sonora (Californie), est une actrice pornographique américaine.

## Biographie

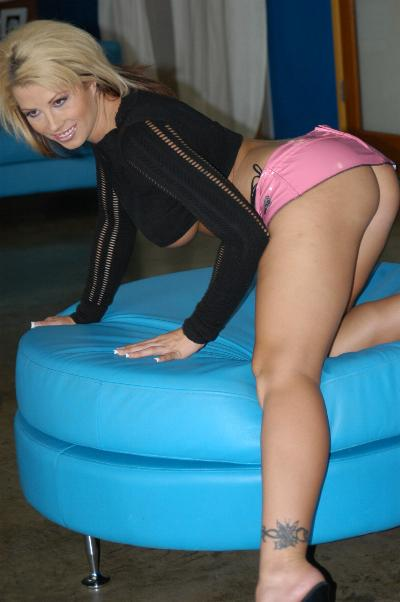
Brooke Haven (juin 2006)

Elle a grandi à Sonora (Californie). À 19 ans, Brooke Haven déménage à San Francisco et commence à faire du striptease. Elle travaille au club "Deja Vu" pendant trois ans et demi.
Ensuite elle emménage à Phoenix (Arizona) où elle rencontre l'actrice Lexie Marie.
Elle fait une apparition dans "Playtime magazine" et dans un salon érotique l' "Erotica LA" à Los Angeles. C'est là qu'elle prend contact avec différentes personnes dans l'industrie de la pornographie. Le 12 octobre 2004 à Los Angeles, elle joue dans son premier film x.
Elle est apparue dans plus 150 films pornographiques.

## Récompenses
- 2008 : F.A.M.E. Awards - Favorite Underrated Star
- 2006 : AVN Best New Starlet Award (nommée)

## Filmographie sélective
- Bikini Chain Gang, 2005
- Dirty Girlz 4, 2005
- Disturbed 3, 2005
- Double Air Bags 18, 2005
- De-Briefed 2, 2005
- Filthy Things 5, 2005
- Dementia 4, 2006
- Double Decker Sandwich 8, 2006
- Vicious Girls Gone Anal, 2006
- Jam It All the Way Up My Ass 2, 2006
- Gag On This 9, 2006
- Fine Ass Bitches 3, 2006
- All Out Anal, 2007
- Elite 2, 2007